# ТЕС Сухар III
24°27′56″ пн. ш. 56°38′20″ сх. д. / 24.46556° пн. ш. 56.63889° сх. д.
ТЕС Сухар III — теплова електростанція в Омані, розташована на північному заході країни у індустріальній зоні Сухар.
У 2019-му на майданчику станції запустили в роботу два однотипні парогазові блоки комбінованого циклу потужністю по 755 МВт, у кожному з яких дві газові турбіни живлять через відповідну кількість котлів-утилізаторів одну парову турбіну.
Як паливо станція використовує природний газ, постачений по трубопроводу Сайх-Равл – Фахуд – Сухар.
Видача продукції відбувається по ЛЕП, що працює під напругою 400 кВ.
Проєкт реалізували через компанію Shinas Generating Company SAOC, учасниками якої є японська Mitsui, саудійська Acwa Power та місцева Dhofar International Development & Investment Holding із частками 50,1 %, 44,9 % та 5 % відповідно.